# Zinnia tenuis
Zinnia tenuis là một loài thực vật có hoa trong họ Cúc. Loài này được (S.Watson) Strother miêu tả khoa học đầu tiên năm 1979.